# John Bloom (acteur)
Pour les articles homonymes, voir John Bloom et Bloom.
John Bloom, né le 19 février 1944 à Los Angeles et mort le 15 janvier 1999 dans la même ville, est un acteur américain.

## Biographie

### Carrière
Mesurant 7' 4" (224 cm),  il est célèbre pour son rôle de  Monstre de Frankenstein dans le film d'horreur à petit budget Dracula contre Frankenstein d'Al Adamson, et le destinataire malheureux dans Amok, l'homme à deux têtes.
Il a également eu un rôle dans The Dark puis  Le Palace en délire, La colline a des yeux 2, Bigfoot et les Henderson, et  Star Trek 6 : Terre inconnue. Il a joué le forgeron  "Tiny"  dans la série Le Cavalier solitaire.

## Filmographie
Sauf indication contraire, les informations mentionnées dans cette section peuvent être confirmées par la base de données cinématographiques IMDb,  présente dans la section « Liens externes ».

### Cinéma
- 1971 : Up Your Alley d'Art Lieberman : Bruno
- 1971 : Amok, l'homme à deux têtes (en) (The Incredible 2-Headed Transplant) d'Anthony M. Lanza : Danny
- 1971 : Brain of Blood (en) d'Al Adamson : Gor
- 1971 : Angels' Wild Women (en) d'Al Adamson : Big Foot
- 1971 : Dracula contre Frankenstein (Dracula vs. Frankenstein) d'Al Adamson : Le monstre de Frankenstein
- 1972 : Hard on the Trail de Greg Corarito : ?
- 1979 : The Dark de John Cardos et Tobe Hooper[2] : The dark
- 1984 : Le Palace en délire (Bachelor Party) de Neal Israel : Milt
- 1984 : La colline a des yeux 2 (The Hills Have Eyes Part II) de Wes Craven : le boucher
- 1985 : Runaway Train d'Andreï Kontchalovski : le grand prisonnier
- 1987 : Bigfoot et les Henderson (Harry and the Henderson) de William Dear : Feet
- 1988 : Vacances très mouvementées (The Great Outdoors) d'Howard Deutch : Jimbo
- 1991 : Star Trek 6 : Terre inconnue (Star Trek VI: The Undiscovered Country) de Nicholas Meyer : le béhémoth alien
- 1992 : Frozen Assets (en) de George Trumbull Miller : Ed Walker

### Télévision

#### Séries télévisées
- 1980 : Hello, Larry (en) : le grand gars (saison 2, épisode 18)
- 1981 : B.J. and the Bear : Munger (saison 3, épisode 8)
- 1984 : Fame : Big Marco (saison 3, épisode 19)[3]
- 1984 : E/R : Mr. Dudley (saison 1, épisode 6)
- 1984 : Alice : Mike (saison 9, épisode 2)
- 1985 : Simon et Simon (Simon & Simon) : Buster (saison 4, épisode 20)
- 1986 : Le Monde merveilleux de Disney (Disneyland) : Harry Murphy (saison 30, épisode 9)
- 1988 : Flic à tout faire (en) (Hooperman) : Bigfoot (saison 1, épisode 16)
- 1988-1991 : Le Cavalier solitaire (Paradise) : Tiny (25 épisodes)

#### Téléfilms
- 1984 : Boys in Blue de Gary Nelson : Capitaine Vidéo
- 1984 : L'héritage fatal (en) (The Cartier Affair) de Rod Holcomb : David
- 1985 : Stark de Rod Holcomb : Rhino
- 1985 : Suburban Beat de Michael Vejar : Ed the Hatchet